# Hejian
Hejian, tidigare känd som Hokien, är en stad på häradsnivå som lyder under Cangzhous stad på prefekturnivå i Hebei-provinsen i norra Kina. Den ligger omkring 160 kilometer söder om huvudstaden Peking. Staden är även känd som Yingzhou och har ungefär 0,8 miljoner invånare på en yta av 1 333 km². 
Den kinesiske militären och politikern Feng Guozhang, som var Kinas president åren 1917-18, kom från orten.
Hejian var tidigare en prefektur och säte för en jesuitisk mission där bland annat sinologerna Séraphin Couvreur och Léon Wieger var verksamma.

## Demografi
| Område                         | Invånarantal 1 juli 1990 | Invånarantal 1 november 2000 |
| ------------------------------ | ------------------------ | ---------------------------- |
| Stad (de jure)                 | Ingen uppgift            | 757 728                      |
| Stad (de facto)                | 714 770                  | 757 581                      |
| Urban befolkning (de facto)    | 33 462                   | 128 408                      |
| ...varav centralort (de facto) | 17 429                   | Ingen uppgift                |

Hejian var tidigare ett härad (landsbygdskommun), men blev en stad någon gång mellan åren 1990 och 2000. 